# Spreader stoker
Pour les articles homonymes, voir Stoker.
Le stoker est un système de combustion permettant un chargement automatique de combustibles solides, utilisé dans les chaudières et fours industriels ainsi que sur les locomotives à vapeur. Certaines industries l'utilisent aussi pour valoriser leurs déchets comme dans l'industrie papetière, les sucreries ou encore l'industrie du panneau de bois aggloméré qui ont des déchets végétaux.

## Étymologie
Le terme vient du verbe anglais to stoke qui signifie "alimenter une chaudière".

## Constitution et fonctionnement
Un spreader-stoker est constitué : 
- d’un système d’alimentation et de dosage du combustible spécifique à chaque type de combustibles en fonction de sa granulométrie, de sa propension à s’enchevêtrer, voûter, coller, ou inversement à s’écouler très facilement. Pour les combustibles les plus fins, il s’agit généralement d’un système de tambour alvéolaire. Pour les combustibles ayant une granulométrie plus élevée, on utilise plutôt des systèmes à chaînes.
- d’un système de projection du combustible dans la chambre de combustion qui peut fonctionner sur 2 principes différents : soit une projection mécanique utilisée pour les charbons, tourbes et lignites (des pales rotatives sont utilisées pour projeter le combustible dans la chambre de combustion), soit une projection pneumatique utilisée pour les combustibles d’origine végétale (le combustible est alors soufflé dans la chambre de combustion).
- d’une grille de combustion qui retient le combustible en fin de combustion et évacue les cendres.

Le combustible est projeté dans la chambre de combustion et brûle en grande partie en suspension. La combustion se termine en couche mince sur la grille. Les cendres accumulées sur la grille sont évacuées par différents moyens selon le type de grille.

## Caractéristiques
Le spreader stoker est capable de fonctionner sur une large plage d'utilisations et permet de faire varier facilement la puissance. Le principe de combustion est homogène et régulier dans le temps, il n’y a pas d’à coups dans l’alimentation du combustible, ce qui évite des pics de pollutions.
Le spreader stoker peut être utilisé pour brûler une très grande variété de types de combustibles différents. Cette technologie est notamment parfaitement adaptée aux combustibles très humides tels que la bagasse (déchet de canne à sucre). En revanche, les combustibles doivent avoir une granulométrie maîtrisée et ne pas comporter de corps étrangers. C'est la raison pour laquelle l'utilisation d'un spreader stoker en usine d'incinération des ordures ménagères nécessite un pré traitement des ordures.

## Utilisation sur les locomotives à vapeur
Au début du XXe siècle aux États-Unis où l'évolution des locomotives à vapeur conduisit à un accroissement des dimensions des chaudières, le travail de chauffe à la pelle devint impossible au-delà de 5 m2 de surface de grille. Différents systèmes d'aide mécanisés sont alors mis au point pour faciliter le travail du chauffeur et appelés « mechanical stoker ».
Dans sa version la plus répandue il s'agit d'un chargeur mécanique constitué d'un conduit articulé en trois parties grâce à un système de rotules, contenant sur toute sa longueur une vis d'Archimède également articulée par cardans, l'ensemble étant installé entre la locomotive et le tender. 
En tournant dans le conduit la vis achemine le charbon depuis le tender vers la locomotive, la rotation étant assurée par un moteur à vapeur et un réducteur placés sur le tender. Le charbon calibré contenu dans le tender glisse par gravité dans un auget placé au fond de la soute, d'où il est prélevé par la vis puis convoyé jusque sur une tablette de distribution située au niveau de la porte du foyer de la chaudière, pour être ensuite réparti sur le feu de la grille par des jets de vapeur. La vitesse de rotation de la vis ainsi que la puissance des jets de vapeur de la tablette de distribution sont réglables par le chauffeur, pour pouvoir contrôler la consommation de la chaudière.
À la différence de ce que l'on peut observer sur les chaudières et fours industriels, où le combustible brûle en grande partie en suspension dans la chambre de combustion après avoir été projeté à la façon d'un brûleur par le spreader stoker, sur une locomotive à vapeur le charbon se consume uniquement sur la grille de la chaudière après y avoir été acheminé puis réparti en morceaux par le stoker ; mais il n'y a pas d'action semblable à celle d'un brûleur, d'où l'emploi du mot « stoker » seul lorsque l'on parle d'un chargeur mécanique de locomotive à vapeur.

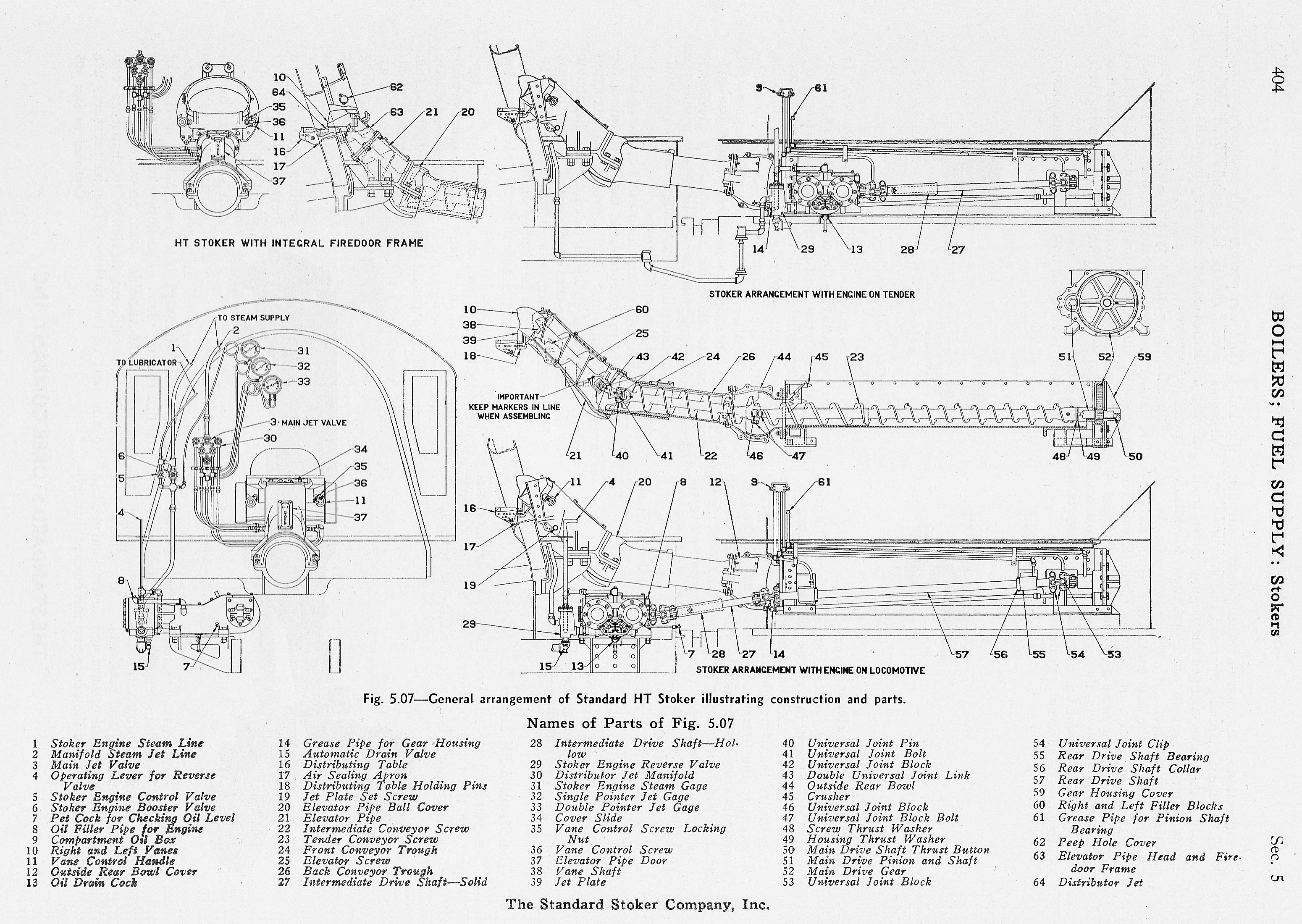
Schéma d'un stoker.
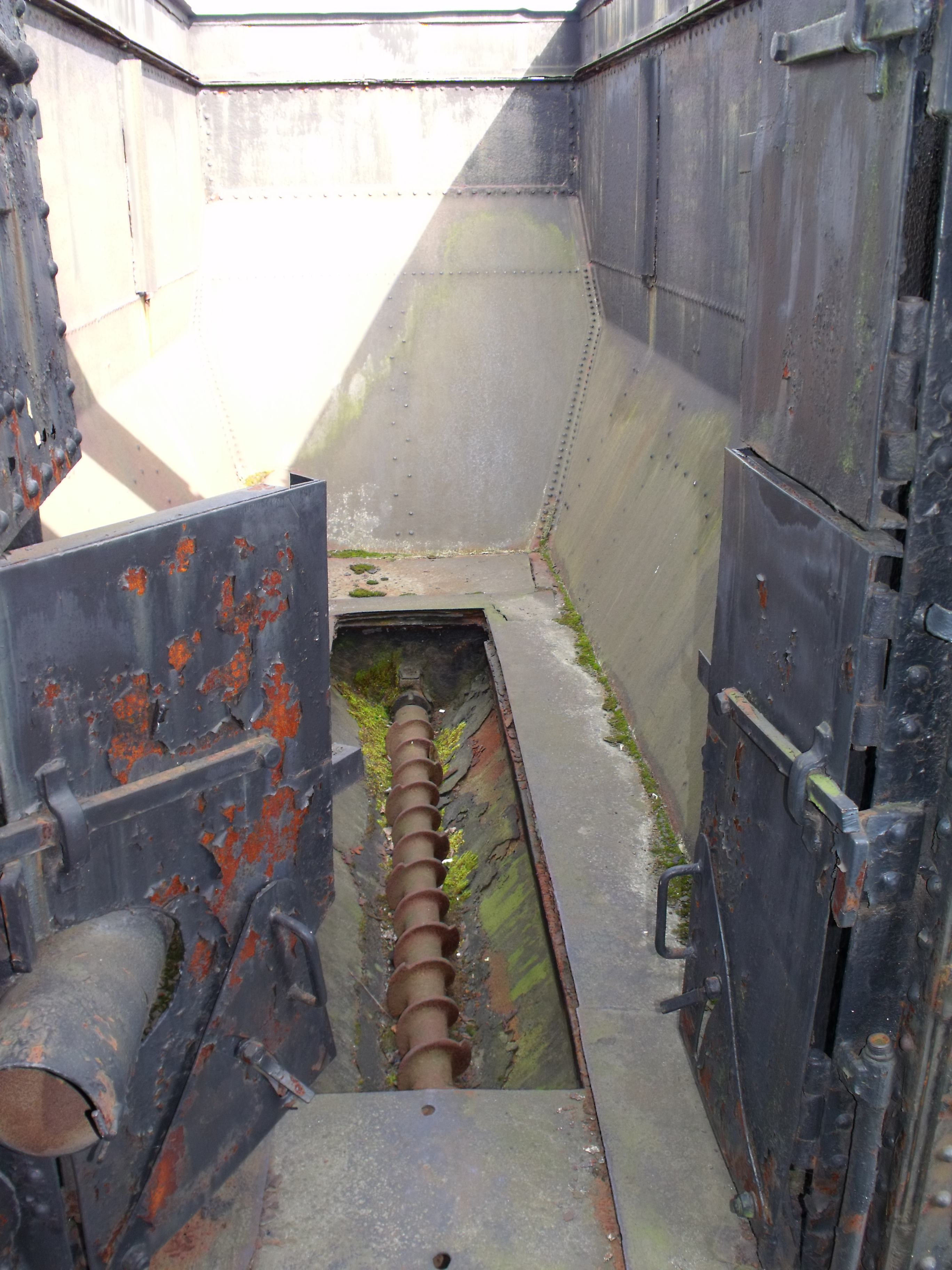
La soute d'un tender avec la vis du stoker.
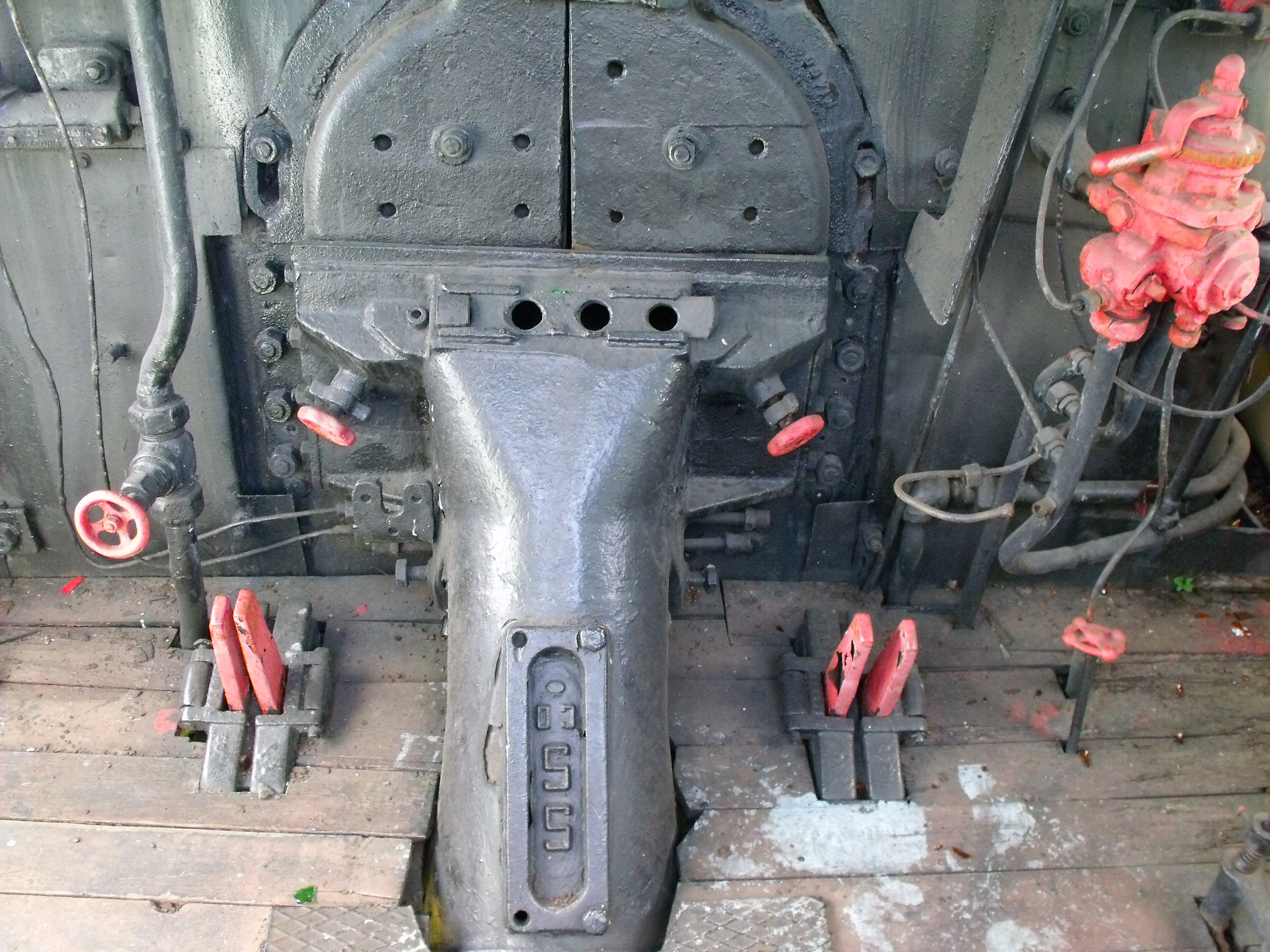
Le conduit d'arrivée d'un stoker au niveau de la porte du foyer.
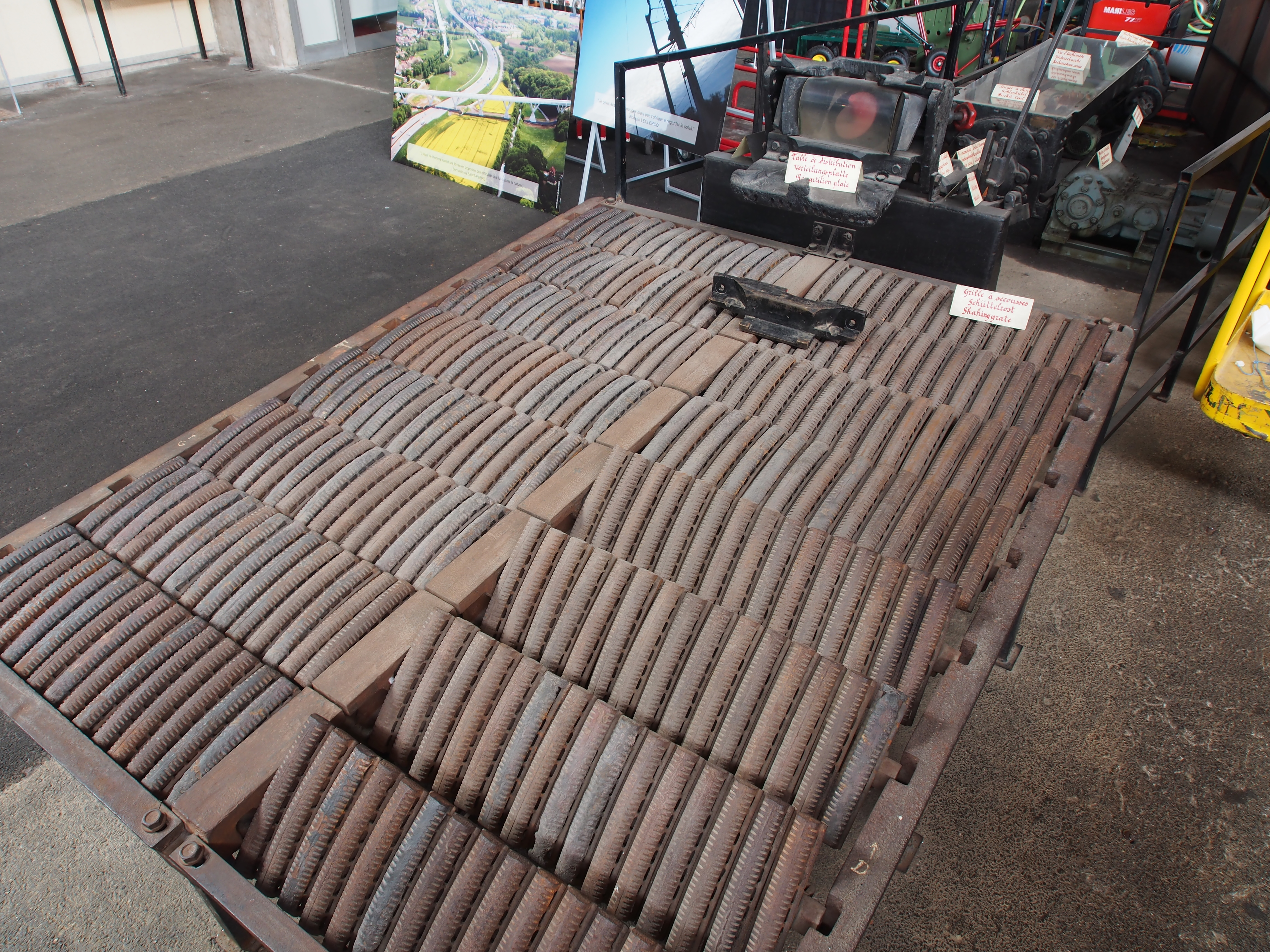
Une grille « Hulson » où brûle le charbon avec le stoker au second plan.